# Vramsån
Vramsån är ett biflöde till Helge å med höga naturvärden. 

## Beskrivning
Vramsån rinner upp i Hässleholms kommun, där Bosarpssjön och Store mosse är två stora källor till ån.Ån får också tillflöde av vatten från flera mindre bäckar på Nävlingeåsen och Linderödsåsen. Längs dessa mindre biflöden finns raviner omgivna av skog och värdefulla strömsträckor med bottnar av ren sten eller grus.  Vramsåns huvudfåra rinner genom Tollarps tätort och fortsätter sedan österut över slätten i meandrar. Vramsån flyter också genom Gärds Köpinge och mynnar i Helge å lite söder om Hammarsjön.

## Fakta
Åns längd: 55,9 km
Avrinningsområde: 374,6 km2
Karaktär: Mindre å med kallt, näringsrikt vatten. Rinner från Linderödsåsen österut över slätten. Mycket höga naturvärden med många sällsynta arter.
Naturtyper längs vattnet: Barrskog, ädellövskog, åkermark, strandäng, bebyggelse

## Biologiska värden
Vramsån och de mindre  bäckarna i vattenområdet har flera av södra Sveriges mera värdefulla livsmiljöer. Åns vatten är rent och syrerikt, och eftersom ån flyter fram under skuggande lövträd blir miljön än rikare. Porlande strömsträckor med grus- och stenbotten ger biotoper för fisklek, medan lugnare stråk kantas av rika strandängar och värdefulla sumpskogar. Öringen vandrar upp i ån på hösten för att leka även i systemets övre delar, och i åns delar närmare Helgeå finns sällsynta fiskar som grönling och sandkrypare. Fiskarter i ån inkluderar mört, löja, braxen, sutare, id, lax, havsöring, bäcköring, gädda, abborre, regnbågsöring, mal, ål, lake, björkna, elritsa, ruda och sarv. Vramsån är också rik på musslor och är ett av Sveriges rikare vattendrag för musslor. Särskilt kan känsliga arter som flodpärlmussla och tjockskalig målarmussla nämnas.
Jättemöjan växer i ån på flera ställen. Växtens bildar hårsvall i strömmen med sina långa blad, med vita blommor. Forsärla, strömstare och kungsfiskare uppehåller sig längs ån, och i vattnet lever larver av många sländor som nattsländor, dagsländor, bäcksländor och trollsländor.

## Bevarande och naturvård
De höga naturvärden gör att Vramsån är klassad som riksintresse för naturvård. För att skydda och bevara naturvärdena för framtiden, krävs hänsyn i miljön kring ån. Torrläggningar, föroreningar och igenslamning kan få allvarliga följder på den biologiska mångfalden. Jordbruk och skogsbruk måste skötas med försiktighet och hänsyn. Kristianstads vattenrike arbetar med flera naturvårdsprojekt som berör ån och dess biflöden. Man försöker skapa nya vandringsvägar för fisk, och lägger ut grus och sten för att återskapa bra lekbottnar. Det arbete gynnar öringen och den hotade flodpärlmusslan. Nyanlagda våtmarker vid åns biflöden lagrar vatten, och bidrar till att  stabilisera vattenflödet under torra perioder. Längs Rambrobäcken ger nyplanterade alar skugga, skydd och föda åt vattenlevande djur. Borttagna träd och buskar släpper på andra ställen in solljus till jättemöjan. Bolådor för kungsfiskare vid Vramsån ska gynna häckningen av denna fågel. Badplatsen i Gärds Köpinge har blivit ett utflyktsmål för skolklasser och är en del av Kristianstads Naturums pedagogiska verksamhet. Här ligger ett av Vattenrikets biosfärklassrum.
Under de senaste 30-40 åren har Vramsåns biologiska mångfald och biotoper genomgått betydande förändringar. Ån, som tidigare var känd för sin rika faunaskatt, inklusive lax och öring, står idag inför allvarliga ekologiska utmaningar. Elfiskeundersökningar i Vramsån har visat på förekomst av abborre, bäcknejonöga, elritsa, flodnejonöga, grönling, gädda, lake, mört, sandkrypare, sutare, ål, öring och lax. Under 1960-talet planterades öring Salmo trutta från Mörrumsån in i Vramsån och under 2005 gjordes ytterligare en utsättning av lax i ån. Vramsån har relativt goda förutsättningar för uppväxt- och ståndplatser, framför allt i åns övre halva. Brist på strömmande vatten begränsar  lämpliga lekplatser. Det finns vandringshinder längs med vattendraget. De flesta av hindren är partiella hinder där lax och öring kan ta sig förbi hindren vid rätt förutsättningar, men det finns enstaka hinder där passage är tveksamma. Arten bedömdes av länsstyrelsen 2018 ha fullgod bevarandestatus i området. Om laxen och öringens populationer fortsätter att minska pga förändring av habitat och bottenstruktur kan de komma i riskzonen, i kvarvarande svaga bestånd i små, skyddade områden i övre delarna av ån. Populationer av öring och havsöringssmolt finns i skyddade områden i åns strömmande och grundare områden där de finner skydd från predatorer som gädda. Bevarandeinsatser är avgörande för såväl laxens som öringens överlevnad.
En av de mest påtagliga förändringarna är att åns botten på många ställen har slammat igen, vilket i sin tur påverkar livsmiljöerna för många arter. Övergödning från jordbrukets näringsläckage har orsakat igenslamning av åns botten, vilket skadar livsmiljöerna för arter som lax och öring. Detta försvårar deras reproduktion och hotar åns biologiska mångfald. Näringsläckaget orsakar kraftig igenväxning under sommaren, vilket vid efterföljande förmultning leder till igenslamning av sten- och grusbottnar. Detta gynnar vitfisk som mört och braxen, medan bestånden av ädelfisk och musslor minskar. Gäddan bidrar som topp-predator till ekologisk balans, men ytterligare åtgärder krävs för att stärka lax- och öringbestånden. 

## Historia
Gillbergs Historisk, Oeconomisk och Geographisk beskrifning öfwer Christianstads Lähn uti Hertigdömet Skåne tar upp över 100 olika vattenverksamheter i Vramsån och dess biflöden. Då är ändå inte inräknat de som tillkommit efter 1767 medräknade. De flesta var mindre skvaltkvarnar som endast kunde mala säd, med kvarnstenarna monterade på löphjulsaxeln. Senare vattenhjul överförde kraften till ett centrumhjul, och då kunde flera stenpar kopplas samman. Vramsån har även haft benkvarnar och kvarnar för framställning av olja ur linfrö. Många olika industrier har drivits av vattenkraften. Vadmals- lump- och benstampar, tegelbruk, timmersågar, pappersbruk, garverier, krutbruk, och textila anläggningar som färgerier, spinnerier och väverier. Vid vattendraget fanns också brännerier och stärkelsefabriker. I modern tid används åns vatten för kylning vid Gärdsbränneriet.
Under 1980- och början på 1990-talen byggdes kvarnarna i Vramsån om till elproduktion med ändamålet att stoppa försurningen av sjöar och vattendrag. På senare år bidrar produktion av förnybar vattenkaftsel till att fördröja klimatförändringarna.

År 2005 utsågs Vramsån med tre biflöden till Natura 2000-område. En undersökning av bottenfaunan från 2002 visade att Vramsån hade mycket höga naturvärden.
”Vramsåns värde ligger mycket i förekomsten av ovanliga eller rödlistade arter som inte finns i så många andra vattendrag i Skåne. I denna undersökning hittades 3 rödlistade och 12 ovanliga arter. De flesta av dessa är mer eller mindre renvattenkrävande och indikerar opåverkade förhållanden.” 
2009 gjorde Fiskevårdsteknik AB en utredning på länsstyrelsens uppdrag ”Förslag till fiskvägar för nedvandrande fisk i Vramsån” (Länsstyelsen i Skåne 2012:18). Utredarna menade att ett av de åtta kraftverken borde rivas. Fem av kraftverken borde få anpassad drift genom att produktionen upphörde vissa delar av året, främst sommartid. Vid dessa fem verk skulle produktionen upphöra under  tiden 1 april – 31 oktober. Åtgärden skulle inte medföra ombyggnadsåtgärder. Kraftverksägarna skulle kompenseras för sin kraftförlust. Vid två verk föreslogs avledning av vatten med förändrade intag. Vid avledning krävdes däremot inte uppehåll i driften. 2014 gjorde Evelina Ericsson och Jakob Marktorp en kulturhistorisk utredning:  Utredningen ”Vramsån – Vattenkraftverk och dammbyggnader.” ( Länsstyrelsen i Skåne 2015:7) Samtliga anläggningar värderades till höga eller mycket höga kulturhistoriska värden. Kristianstads kommun stödde efter utredningen ansökningarna för att de högt värderade anläggningarna ska kunna bevaras oförändrade.